# Renault Safrane
Renault Safrane — автомобиль бизнес-класса французской компании Renault, производившийся с 1992 по 1998 год. В течение 1990-х годов Safrane был флагманской моделью компании, несмотря на небольшой объём продаж. За время производства во Франции было построено около 310 000 автомобилей.
В 2008-2012 годах под названием Renault Safrane в странах Ближнего Востока и Мексике продавался седан бизнес-класса на базе Renault Samsung SM5.

## История
Safrane был запущен в производство в 1992 году в качестве замены Renault 25, пользовавшимся во Франции большой популярностью. Safrane производился только в одном кузове — пятидверный лифтбек, что очень необычно для автомобиля подобного класса, так как среди одноклассников в бизнес-классе производились в основном седаны. 

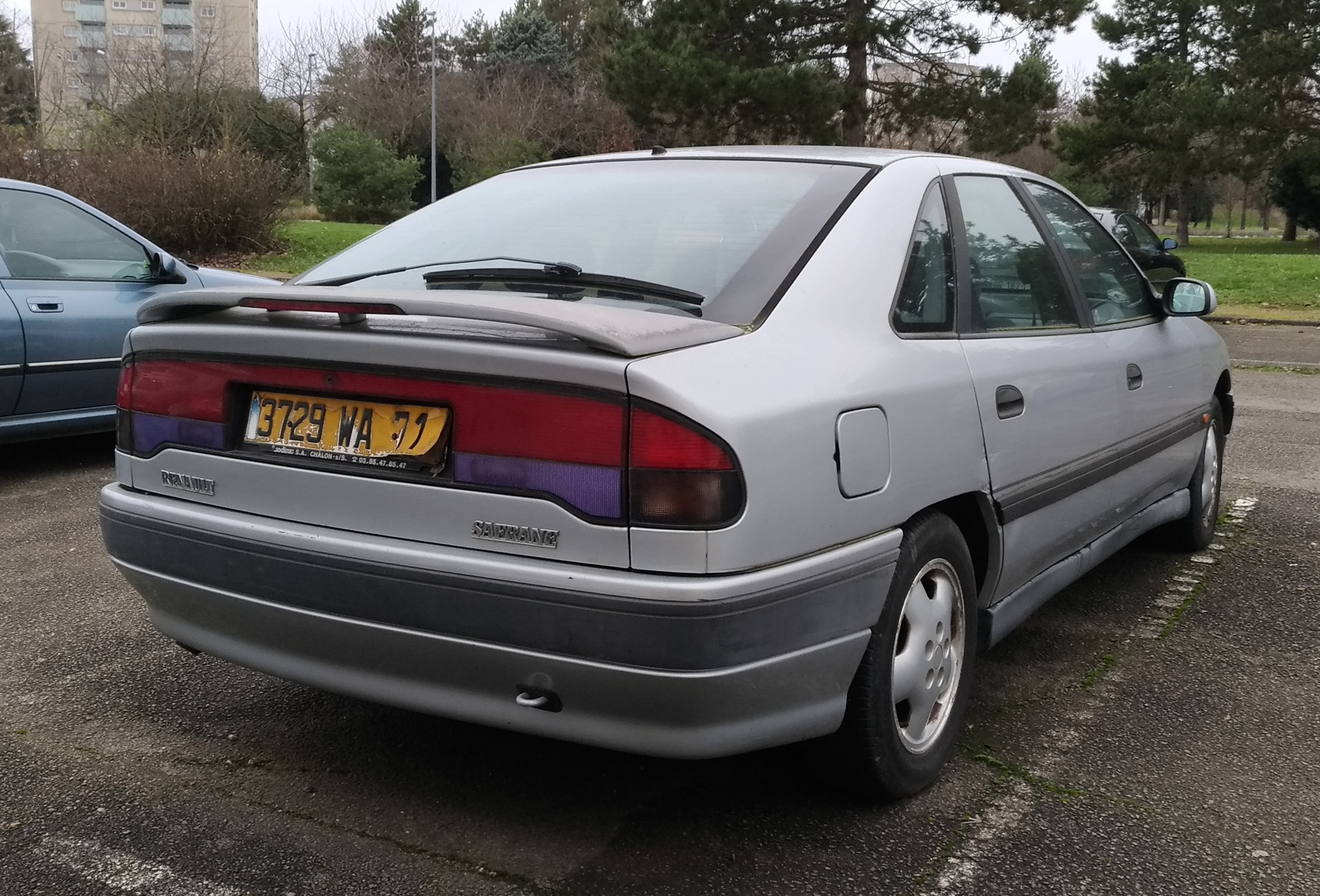
Вид сзади

На Safrane стояла независимая передняя и многорычажная задняя подвеска. В некоторых более дорогих комплектациях  (таких как «Biturbo») применялась пневматическая подвеска, позволяющая даже при полной загрузке авто сохранять дорожный просвет на одном и том же уровне. Засчёт пневмобаллонов в конструкции амортизатора можно было управлять жёсткостью подвески.  

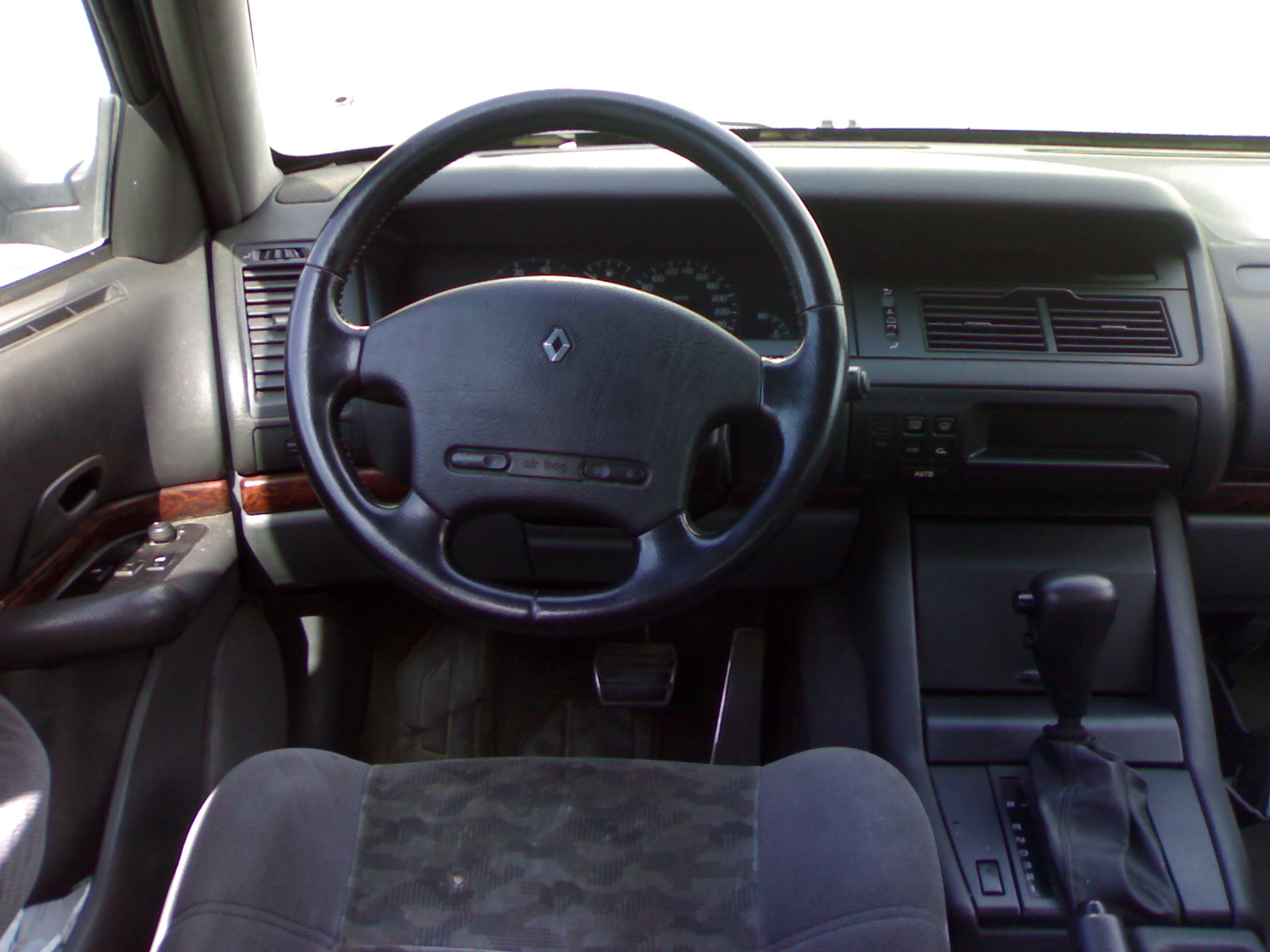
Место водителя

Машины первых годов выпуска оснащались только французскими бензиновыми двигателями объёмом 2,0 л (107 л.с.), 2,2 л. (137 л.с.), 3,0 л. (167 л.с.) и битурбированный 3,0 л. (236 л.с.) и двумя дизельными агрегатами объёмом 2,1 л (88 л.с.) и 2,5 л (112 л.с.). 
Рулевое управление реечного типа на всех версиях оснащалось гидроусилителем рулевого управления, изменяющим величину усилия в зависимости от скорости движения 
Салон Safrane был очень просторным, особенно для сидящих сзади пассажиров, где было много места для ног. В салоне, в зависимости от комплектации, мог быть установлен кондиционер или раздельный (для водителя и переднего пассажира) климат-контроль, электростеклоподъёмники, зеркала с электроприводом. Также в салоне стоял бортовой компьютер с синтезатором речи, который оповещал водителя о неисправностях или незакрытых дверях, багажнике и капоте. Это был первый автомобиль Renault, оборудованный подушками безопасности.
Renault Safrane - первый в мире массовый автомобиль, оснащенный навигационной системой с GPS, которая была показана 7 июля 1994 года, на версии автомобиля в комплектации «Initiale Paris», это высшая комплектация для данной модели. 
Во Франции Renault Safrane имел репутацию автомобиля для чиновников и высокопоставленных государственных служащих. Существовала даже специальная версия для президента Французской Республики — 3,5-тонный бронированный лимузин Safrane Presidentille с двигателем V6. Этот Safrane Presidentille, находящийся в гараже Елисейского дворца, использовали для поездок Франсуа Миттеран и Жак Ширак.
Самая дорогая версия до 1995 года оснащалась двигателем PRV 3.0 V6 мощностью 267 лошадиных сил и была способна разогнаться за 7,2 секунды до 100 км/ч, имея полный привод Quadra.

## Рестайлинг 1996 года
Серьёзной модернизации Safrane подвергся в июле 1996 года. Передняя и задняя части автомобиля были видоизменены. За счёт новой хромированной облицовки радиатора, новой передней и задней светотехники, более аэродинамичного переднего интегрированного бампера и видоизменённого капота Safrane приобрёл более современный вид.  
Салон практически не подвергся рестайлингу, но появились новые передние сидения с передовой системой «Ergomatic». Система заключалась в том, что в каждом сидении было 7 встроенных пневмоподушек, которые надувались или сдувались с помощью электронного привода, управляемого кнопками. Это позволяло водителю и переднему пассажиру добиться комфортной посадки. 
Появилась возможность установки навигационной системы «Carminat», которая информировала водителя о дорожной ситуации, прокладывала маршрут движения, передавала информация о точном местоположении автомобиля. К другим крупным новшествам относилась фронтальная подушка безопасности.
В ходе рестайлинга самая дорогая комплектация «Baccara» была переименована в «Initiale». Эта комплектация отличались наличием кожаного салона, сидений типа «Ergomatic», двигателя V6, пневмоподвеской, вставками под дерево, радиотелефона GSM и аудиосистемой «Blaupunkt ACM 5450».
Так же в 1996 году была значительно улучшена технология оцинковки, грунтовки и окраски кузова. Электрические соединения проводки стали более герметичными и надёжными.
После рестайлинга 1996 года на Safrane изменилась гамма силовых агрегатов. Появилось два двигателя от Volvo – 2,0 л. (136 л.с.) и 2,5 л. (165 л.с), что стало попыткой взаимовыгодного сотрудничества между двумя компаниями. В это время появился и новый французский турбодизель G8T 2,2 л. (113 л.с.).

## Safrane Biturbo
В ноябре 1993 года у Safrane появилась высокопроизводительная версия «Biturbo», доступная для комплектаций «RXE» и «Baccara». Эта модель с двумя турбокомпрессорами развивала 262 л. с. (193 кВт; 258 л. с.) на 3,0-литровом двигателе V6 Alpine A610 с полным приводом. По сути, это тот же двигатель Z7X, но с двумя турбинами минимальной инерции. Этот двигатель значительно увеличивал динамику и скорость автомобиля, однако сильно увеличивал расход топлива (11-12 л. на 100 км в городском цикле).   
«Biturbo» работал только в паре с механической коробкой передач, так как тогда ещё не существовало такой автоматической коробки передач, которая смогла бы работать с двигателем такой мощности и с полным приводом. В дополнение к пневматической подвеске шёл бортовой компьютер, который управлял параметрами подвески в зависимости от скорости движения.  
Однако широкого распространения эта версия не получила, её производство прекратилось в сентябре 1996 года на 806 выпущенных Safrane Biturbo.

## Цена
| Модель  | Мощность, л.с. | Цена, DM |
| ------- | -------------- | -------- |
| 2.0 16V | 136            | 50900    |
| 2.5 20V | 165            | 57700    |
| 2.2 dT  | 113            | 53800    |